# Ideratus cyanipennis
Ideratus cyanipennis är en skalbaggsart som beskrevs av Thomson 1864. Ideratus cyanipennis ingår i släktet Ideratus och familjen långhorningar. Inga underarter finns listade i Catalogue of Life.